# クロシジミ
クロシジミ（黒小灰蝶 Niphanda fusca）はチョウ目（鱗翅目）シジミチョウ科ヒメシジミ亜科に分類されるチョウ。

## 概要
前翅長は17～23mm。翅裏は明灰色の地色で、濃い灰色の大きい斑紋が現れる。翅表は一様に黒色で外縁は白い。ヒメシジミの仲間であるが草原や市街地にはおらず、人の手の入る二次林などを住みかとする。
成虫は年に1回、6-8月頃に発生する。幼虫は、若齢のうちはアブラムシなどの分泌物を摂取するが、2齢後期になるとクロオオアリの巣内でアリに育てられ、翌年の6-7月頃に蛹となる。越冬態は幼虫であるが、齢数は不定。

## 分布
中国、朝鮮半島に分布。国内では本州（青森県八戸市以南）から九州、対馬にかけて分布するが、生息地は局所的である。

## 保全状況評価
- 絶滅危惧IB類 (EN)（環境省レッドリスト）